# Вежа Бачевського
Вежа Бачевського — рекламний павільйон фірми «Baczewski» у формі вежі, споруджений у 1926 році архітектором Ервіном Вечореком. Вежа була споруджена на території, де проходили Східні торги. Зараз це частина території Стрийського парку.

## Опис споруди
Вежа була виконана у формі посудини, у якій випускалася горілка фірми родини Бачинських, обкладена пляшками продукції цієї фірми. Висота вежі складала 20 м. Вежу визнали найцікавішою і найвідвідуванішою експозицією крайової виставки.
Ервін Вечорек спроектував вежу в стилі ар-деко, з врахуванням його місцевому різновиду — «кристалічний» стиль. Вежа була двоярусною, виготовлена з дерева, розташовувалася перед павільйоном «Підкова».
Перший ярус площею 36 м² використовувався для проведення виставок, виконував функцію стилобату, з нього виростав основний об'єм будівлі. Цей ярус був спочатку відкритим, а згодом його засклили. На верхньому був пологий дах зі звисом шириною 1,8 м та невеликим щипцем з кожної сторони.
Верхній ярус мав розмір 6×6 м в плані, не мав внутрішнього функційного навантаження, його стіни зовні використовувалися для реклами. Дах будівлі на відмітці близько 20 м, був зигзагоподібним, нагадував стилізовану корону.
Після того як у 1930 році поряд спорудили дві передавальні вежі, для розміщення радіостудії використали вежу Бачевського. У 1939 році, перед початком Другої світової війни вежу розібрали.

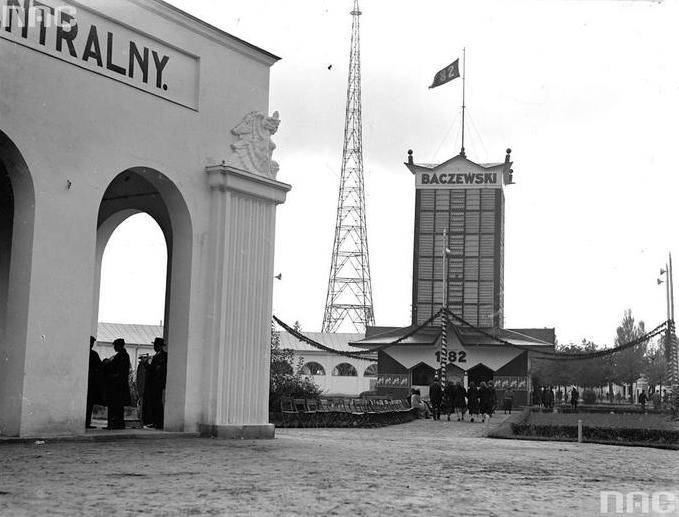
Вежа Бачевського у 1930 році

## Вежа в культурі
Станіслав Лем у книзі про міжвоєнний Львів «Високий замок» так описував цю вежу
|  | Узимку та влітку над ним панувала вежа Бачевського, чотирикутна, зусебіч викладена рядами повних кольорових пляшок. Мене страшенно цікавило, чи там справжній лікер, а чи тільки фарбована вода, але цього ніхто не знав. |